# Diaparsis nutritor
Diaparsis nutritor är en stekelart som först beskrevs av Fabricius 1804.  Diaparsis nutritor ingår i släktet Diaparsis och familjen brokparasitsteklar. Arten är reproducerande i Sverige. Inga underarter finns listade i Catalogue of Life.